# UEFA Futsal Champions League 2022-2023 - Turno élite

## Sorteggio
Il sorteggio per il turno élite si è tenuto il 3 novembre alle 14:15 CET a Nyon.
Le squadre erano divise in 3 fasce: vincitrici dei gironi del percorso A (urna 4), seconde classificate dei gironi del percorso A (urna 3) e terze classificate del percorso A insieme alle vincitrici del percorso B (urna 2). Ogni girone vede una squadra per ognuna delle prime due fasce di cui sopra e due dell'ultima fascia. Le squadre ospitanti sono state divise in un'altra urna e riallocate alle fasce di competenza. Le prime classificate non potevano incontrare le seconde che provenivano dal loro stesso girone del turno principale. Squadre provenienti dalla stessa federazione possono incontrarsi in questo turno.

(H) indica la squadra ospitante.
(h) indica le squadre che avevano espresso interesse ad ospitare un gruppo ma non sono state estratte.
| Percorso A | Percorso A           | Percorso A               | Percorso A             |
| Gruppo     | Vincitore (Fascia 1) | Secondo posto (Fascia 2) | Terzo posto (Fascia 3) |
| ---------- | -------------------- | ------------------------ | ---------------------- |
| 1          | Palma (H)            | Anderlecht               | Qairat (H)             |
| 2          | Sporting Lisbona (h) | NV Makarska              | Pola (H)               |
| 3          | Barcellona           | St. Andrews              | Dobovec                |
| 4          | Benfica              | Uragan                   | United Galați          |
| Percorso B |                      |                          |                        |
| Gruppo     | Vincitore (Fascia 3) |                          |                        |
| 5          | Loznica              |                          |                        |
| 6          | Piast Gliwice (h)    |                          |                        |
| 7          | Feldi Eboli (H)      |                          |                        |
| 8          | Chrudim              |                          |                        |

## Risultati
Le vincitrici di ogni gruppo avanzano alla Final Four.

Le gare si svolgeranno tra il 23 e il 26 novembre 2022. (H) indica la squadra ospitante.
Gli orari indicati sono CET, come indicato dall'UEFA. Gli orari locali, se diversi, sono indicati tra parentesi.

### Gruppo A
| Squadra          | P.ti | G | V | N | P | GF | GS | DR |
| ---------------- | ---- | - | - | - | - | -- | -- | -- |
| Sporting Lisbona | 9    | 3 | 3 | 0 | 0 | 13 | 4  | +9 |
| Uragan           | 6    | 3 | 2 | 0 | 1 | 11 | 9  | +2 |
| Feldi Eboli (H)  | 3    | 3 | 1 | 0 | 2 | 6  | 12 | -6 |
| Loznica          | 0    | 3 | 0 | 0 | 3 | 3  | 8  | -5 |

| Arbitri: | Juan José Cordero Gallardo Alejandro Martinez Flores Daniel Matkovic |
| Crono:   | Dario Pezzuto                                                        |

|                                                            |           |                              |
| D. Santos 2'48'’ Cavinato 10'11'’ Sokolov 16'09'’, 29'45'’ | Marcatori | 0'45'’ Taborda 22'28'’ Rosić |

| Arbitri: | Gábor Kovács Daniel Matkovic Alejandro Martinez Flores |
| Crono:   | Dario Pezzuto                                          |

| |           |                                                             |
| Mospan 15'22'’, 33'21'’ Šoturma 18'37'’ (rig.) Mykytiuk 23'07'’, 32'47'’ (rig.) Shved 37'32'’ Fareniuk 39'46'’ | Marcatori | 3'33'’, 29'05'’ Guilhermão 29'28'’, 33'04'’ (rig.) Luizinho |

| Arbitri: | Daniel Matkovic Gábor Kovács Juan José Cordero Gallardo |
| Crono:   | Dario Pezzuto                                           |

|                                        |           |                                                                     |
| Terentiev 17'57'’ (rig.) Shved 34'20'’ | Marcatori | 8'17'’ Neves 12'01'’ T. Paçó 34'34'’ João Matos 38'32'’ Pany Varela |

| Arbitri: | Alejandro Martinez Flores Juan José Cordero Gallardo Gábor Kovács |
| Crono:   | Dario Pezzuto                                                     |

|                                   |           |  |
| Calderolli 24'25'’ Baroni 32'44'’ | Marcatori |  |

| Arbitri: | Gábor Kovács Daniel Matkovic Alejandro Martinez Flores |
| Crono:   | Dario Pezzuto                                          |

|               |           |                              |
| Dandan 5'14'’ | Marcatori | 18'07'’ Shved 36'50'’ Mospan |

| Arbitri: | Juan José Cordero Gallardo Alejandro Martinez Flores Daniel Matkovic |
| Crono:   | Dario Pezzuto                                                        |

|  |           |                                                                                       |
|  | Marcatori | 9'04'’ Zicky 20'43'’ Cavinato 25'54'’ Miguel Ângelo 31'30'’ D. Santos 32'48'’ Sokolov |

### Gruppo B
| Squadra       | P.ti | G | V | N | P | GF | GS | DR  |
| ------------- | ---- | - | - | - | - | -- | -- | --- |
| Palma (H)     | 9    | 3 | 3 | 0 | 0 | 15 | 3  | +12 |
| Piast Gliwice | 6    | 3 | 2 | 0 | 1 | 10 | 8  | +2  |
| NV Makarska   | 1    | 3 | 0 | 1 | 2 | 3  | 7  | -4  |
| Dobovec       | 1    | 3 | 0 | 1 | 2 | 5  | 15 | -10 |

| Arbitri: | Victor Chaix Cédric Pelissier Eduardo Coelho |
| Crono:   | Pau Roig Moll                                |

|                |           |                                                          |
| Kazazić 2'13'’ | Marcatori | 8'35'’, 18'13'’ Lazzaretti 21'20'’, 39'27'’ B. Bertoline |

| Arbitri: | Cristiano Santos Eduardo Coelho Cédric Pelissier |
| Crono:   | Pau Roig Moll                                    |

|                              |           | |
| Turk 6'01'’ Matošević 8'21'’ | Marcatori | 6'40'’ Tayebi 8'39'’ Rivillos 9'55'’, 25'38'’ Chaguinha 27'12'’ Mancuso 33'40'’ Oladghobad 37'44'’, 39'20'’ Cléber |

| Arbitri: | Eduardo Coelho Cristiano Santos Victor Chaix |
| Crono:   | Pau Roig Moll                                |

|                   |           |                  |
| Matošević 36'56'’ | Marcatori | 16'59'’ M. Sesar |

| Arbitri: | Cédric Pelissier Victor Chaix Cristiano Santos |
| Crono:   | Pau Roig Moll                                  |

|                                                                       |           |  |
| Rivillos 4'22'’, 7'13'’ Saldise 14'27'’ Mancuso 32'40'’ Rojas 39'35'’ | Marcatori |  |

| Arbitri: | Eduardo Coelho Cristiano Santos Victor Chaix |
| Crono:   | Pau Roig Moll                                |

|                                                                                                   |           |                                   |
| Pegacha 2'22'’, 4'13'’ Śmiałkowski 14'09'’ Cadini 19'10'’ Bugański 31'33'’ Cesarec 39'57'’ (aut.) | Marcatori | 7'41'’ Cesarec 29'25'’ (rig.) Čeh |

| Arbitri: | Cédric Pelissier Victor Chaix Cristiano Santos |
| Crono:   | Pau Roig Moll                                  |

|                                |           |                 |
| Carlos 16'37'’ Saldise 22'36'’ | Marcatori | 16'28'’ Rafinha |

### Gruppo C
| Squadra     | P.ti | G | V | N | P | GF | GS | DR |
| ----------- | ---- | - | - | - | - | -- | -- | -- |
| Benfica     | 7    | 3 | 2 | 1 | 0 | 11 | 4  | +7 |
| Chrudim     | 5    | 3 | 1 | 2 | 0 | 7  | 6  | +1 |
| St. Andrews | 2    | 3 | 0 | 2 | 1 | 2  | 8  | -6 |
| Qairat (H)  | 1    | 3 | 0 | 1 | 2 | 2  | 4  | -2 |

| Arbitri: | Vedran Babic Nikola Jelić Chiara Perona |
| Crono:   | Einadin Idrissov                        |

|                                            |           |                                       |
| V. Rocha 11'55'’, 32'02'’ L. Rocha 34'21'’ | Marcatori | 22'43'’, 37'03'’ D. Drozd 28'42'’ Max |

| Almaty 23 novembre 2022, ore 16:00 (21:00 ALMT) | St. Andrews                                | 0 – 0 (0-0) referto | Qairat | Baluan Sholak Sports Palace\| Arbitri: \| Nicola Manzione Chiara Perona Nikola Jelić \| \| Crono: \| Einadin Idrissov \| |
| Arbitri:                                        | Nicola Manzione Chiara Perona Nikola Jelić |                     |        | |
| Crono:                                          | Einadin Idrissov                           |                     |        | |

| Arbitri: | Chiara Perona Nicola Manzione Vedran Babic |
| Crono:   | Einadin Idrissov                           |

|  |           |                                                                         |
|  | Marcatori | 4'05'’, 23'01'’ Čiškala 6'24'’, 30'36'’ Rômulo 8'46'’, 39'05'’ V. Rocha |

| Arbitri: | Nikola Jelić Vedran Babic Nicola Manzione |
| Crono:   | Einadin Idrissov                          |

|                |           |                                    |
| Vilela 38'28'’ | Marcatori | 22'10'’ Radovanović 24'38'’ Torres |

| Arbitri: | Nikola Jelić Vedran Babic Chiara Perona |
| Crono:   | Einadin Idrissov                        |

|                                   |           |                                    |
| Doša 2'48'’ Telisi 31'57'’ (aut.) | Marcatori | 6'15'’ Fumasa 24'55'’ Celino Alves |

| Arbitri: | Nicola Manzione Chiara Perona Vedran Babic |
| Crono:   | Einadin Idrissov                           |

|                  |           |                               |
| Akbalikov 5'20'’ | Marcatori | 23'15'’ Rômulo 38'39'’ Arthur |

### Gruppo D
| Squadra       | P.ti | G | V | N | P | GF | GS | DR  |
| ------------- | ---- | - | - | - | - | -- | -- | --- |
| Anderlecht    | 7    | 3 | 2 | 1 | 0 | 17 | 7  | +10 |
| Barcellona    | 7    | 3 | 2 | 1 | 0 | 18 | 9  | +9  |
| Pola (H)      | 3    | 3 | 1 | 0 | 2 | 9  | 12 | -3  |
| United Galați | 0    | 3 | 0 | 0 | 3 | 4  | 20 | -16 |

| Arbitri: | Grigori Ošomkov Petar Radojcic Marc Birkett |
| Crono:   | Josip Dujmic                                |

|                                                                                   |           |                                |
| Matheus 1'51'’, 3'29'’, 4'06’ Ortiz 13'41'’ Marcênio 15'24'’ A. Fernández 34'38'’ | Marcatori | 3'04'’ Burdujel 30'46'’ Crișan |

| Arbitri: | Kamil Çetin Marc Birkett Petar Radojcic |
| Crono:   | Josip Dujmic                            |

|                                             |           |                                 |
| Tomić 7'04'’ Diogo 23'07'’ Jelovčić 34'46'’ | Marcatori | 3'54'’ Prelčec 30'51'’ Osredkar |

| Arbitri: | Petar Radojcic Grigori Ošomkov Kamil Çetin |
| Crono:   | Josip Dujmic                               |

|                                                                 |           |                                                                                 |
| Fits 2'37'’, 39'14'’ Diogo 4'51'’ Grello 33'07'’ Rescia 37'53'’ | Marcatori | 3'45'’ Matheus 4'04'’ Pito 13'05'’ Ferrão 13'34'’ Marcênio 30'24'’ A. Fernández |

| Arbitri: | Marc Birkett Kamil Çetin Grigori Ošomkov |
| Crono:   | Josip Dujmic                             |

|                                                                    |           |                              |
| Moravac 3'42'’, 35'07'’ Grbić 4'12'’ Mataja 13'21'’ Vukmir 30'26'’ | Marcatori | 15'44'’ Crișan 39'06'’ Dudau |

| Arbitri: | Grigori Ošomkov Petar Radojcic Kamil Çetin |
| Crono:   | Josip Dujmic                               |

|  |           | |
|  | Marcatori | 5'51'’, 32'37'’ Grello 7'19'’, 27'26'’ Diogo 13'41'’ Jelovčić 23'02'’, 39'43'’ (rig.) Tomić 27'46'’ Dillien 34'48'’ (aut.) Dudau |

| Arbitri: | Marc Birkett Kamil Çetin Grigori Ošomkov |
| Crono:   | Josip Dujmic                             |

|                                                                                                 |           |                                   |
| A. Fernández 9'32'’, 10'08'’ Matheus 23'55'’, 39'51'’ Pito 30'51'’ Catela 36'46'’ Dyego 37'12'’ | Marcatori | 9'10'’ Milanović 28'32'’ Osredkar |